# 伊萬尼夫卡 (比洛吉里亞市鎮)
50°7′8″N 26°18′12″E / 50.11889°N 26.30333°E
伊萬尼夫卡（烏克蘭語：Іванівка）是位於烏克蘭西部的村莊，由赫梅利尼茨基州舍佩蒂夫卡區的比洛吉里亞市鎮負責管轄。該村面積0.05平方公里，海拔高度265米，2001年人口106，人口密度每平方公里2,000人。